# Globba acehensis
Globba acehensis är en enhjärtbladig växtart som beskrevs av A.Takano och Hiroshi Okada. Globba acehensis ingår i släktet Globba och familjen Zingiberaceae. Inga underarter finns listade i Catalogue of Life.